# 磷化钙
磷化鈣（化學式：Ca3P2）是一種化學燃燒彈或作為滅鼠劑使用。外觀呈紅棕色結晶粉末或灰色塊狀，熔點1600℃。

## 性質
磷化鈣與酸或水會發生反應，自燃及釋放出磷化氫。在潮濕空氣中能自燃，與氯、氧、硫、鹽酸反應劇烈，會引起燃燒爆炸的危險。

## 用途
金屬的磷化物被用作殺鼠劑。老鼠吃了金屬的磷化物，就會與消化系統的酸產生反應，釋出有毒氣體磷化氫。其他例子有磷化鋅和磷化鋁。
磷化鈣也用於煙火，魚雷，自燃海軍煙火彈。